# I’ve Been Expecting You
I’ve Been Expecting You (рус. Я ожидал вас) — второй сольный альбом британского певца Робби Уильямса, вышедший в 1998 году. Наиболее успешные синглы с альбома — «Millennium», «She’s the One» и «No Regrets». Диск стал одним из лидеров по продажам в Соединённом Королевстве в 1998—1999 годах.
I’ve Been Expecting You занял 91 место в опросе 2005 года, проводившемся британским телевизионным каналом Channel 4 с целью определить 100 лучших альбомов всего времени.

## Критика
Джейми Гилл (Yahoo! Music UK) в ретроспективном обзоре творчества Уильямса отметил I’ve Been Expecting You как большой рывок вперёд: «Уильямс внезапно обрёл свой собственный голос (грубоватое, сардоническое напевание), лирическую увлечённость (очень английское сочетание самоиронии и жалости к себе) и авторский стиль (невозмутимые куплеты, за которыми следуют развязные припевы). На триумфальном, пропитанном струнными „Millennium“ и элегически грустном „No Regrets“ стало очевидно, что он больше не собирается стать самой большой звездой из Take That — он хотел стать самой большой поп-звездой нового века».

## Список композиций
1. «Strong»
2. «No Regrets» (при участии Нила Теннанта и Нила Хэннона)
3. «Millenium»
4. «Phoenix from the Flames»
5. «Win Some, Lose Some»
6. «Grace»
7. «Jesus in a Camper Van»
8. «Heaven from Here»
9. «Karma Killer»
10. «She’s the One»
11. «Man Machine»
12. «These Dreams»
  - Содержит скрытые дорожки «Stand Your Ground» и «Stalker’s Day Off»